# Pierzchowice

Pierzchowice är en by i Gmina Mikołajki Pomorskie i Pommerns vojvodskap i norra Polen med 130 invånare, belägen cirka 67 km sydost om vojvodskapets huvudstad Gdańsk.